# Rallye Monte Carlo 2000
Die 68. Rallye Monte Carlo war der 1. Lauf zur Rallye-Weltmeisterschaft 2000. Sie fand vom 20. bis zum 22. Januar in der Region von Monaco statt. Von den 15 geplanten Wertungsprüfungen wurde eine (6) abgesagt.

## Klassifikationen

### Endergebnis
| Rang | Fahrer               | Co-Pilot           | Auto                         | Zeit (Std./Min./Sek.) | Rückstand Sieger (Min./Sek.) Rückstand V (Min./Sek.) |
| ---- | -------------------- | ------------------ | ---------------------------- | --------------------- | ---------------------------------------------------- |
| 1    | Tommi Mäkinen        | Risto Mannisenmäki | Mitsubishi Lancer Evo VI     | 4:23:35.8             | 00:00.0                                              |
| 2    | Carlos Sainz senior  | Luis Moya          | Ford Focus RS WRC            | 4:25:00.7             | 01:24.9                                              |
| 3    | Juha Kankkunen       | Juha Repo          | Subaru Impreza S5 WRC        | 4:26:57.2             | 03:21.4 01:56.5                                      |
| 4    | Toni Gardemeister    | Paavo Lukander     | Seat Cordoba WRC Evo II      | 4:27:20.9             | 03:45.1 00:23.7                                      |
| 5    | Bruno Thiry          | Stéphane Prévot    | Toyota Corolla WRC           | 4:28:24.2             | 04:48.4 01:03.3                                      |
| 6    | Freddy Loix          | Sven Smeets        | Mitsubishi Carisma GT Evo VI | 4:30:39.9             | 07:04.1 02:15.7                                      |
| 7    | Armin Schwarz        | Manfred Hiemer     | Škoda Octavia WRC            | 4:33:24.1             | 09:48.3 02:44.2                                      |
| 8    | Oliver Burri         | Christophe Hofmann | Toyota Corolla WRC           | 4:34:17.2             | 10:41.4 00:53.1                                      |
| 9    | Manfred Stohl        | Peter Müller       | Mitsubishi Lancer Evo VI     | 4:44:17.6             | 20:41.8 10:00.4                                      |
| 10   | Luis Climent Asensio | Álex Romani        | Škoda Octavia WRC            | 4:44:25.3             | 20:49.5 00:07.7                                      |

Insgesamt wurden 59 von 92 gemeldeten Fahrzeuge klassiert:

### Wertungsprüfungen
| Tag            | WP                           | Name                                | Länge    | Start MESZ          | Gewinner           | Co-Pilot                 | Auto                     | Zeit    | Leader         |
| Tag 1 20. Jan. |                              |                                     |          |                     |                    |                          |                          |         |                |
| -------------- | ---------------------------- | ----------------------------------- | -------- | ------------------- | ------------------ | ------------------------ | ------------------------ | ------- | -------------- |
| Tag 1 20. Jan. | WP1                          | Tourette du Château – Saint Antonin | 24,81 km | 12:03               | Gilles Panizzi     | Hervé Panizzi            | Peugeot 206 WRC          | 17:58.2 | Gilles Panizzi |
| Tag 1 20. Jan. | WP2                          | Saint Pierre – Entrevaux            | 30,63 km | 12:36               | Tommi Mäkinen      | Risto Mannisenmäki       | Mitsubishi Lancer Evo VI | 22:17.7 | Richard Burns  |
| Tag 1 20. Jan. | WP3                          | Norante – Etablissement Thermal     | 19,75 km | 14:40               | Richard Burns      | Robert Reid              | Subaru Impreza S5 WRC    | 12:49.8 | Richard Burns  |
| Tag 1 20. Jan. | WP4                          | Selonnet – Bréziers 1               | 17,94 km | 17:28               | Tommi Mäkinen      | Risto Mannisenmäki       | Mitsubishi Lancer Evo VI | 12:47.6 | Tommi Mäkinen  |
| Tag 1 20. Jan. | WP5                          | Rocherbrune – Urtis 1               | 19,70 km | 18:01               | Tommi Mäkinen      | Risto Mannisenmäki       | Mitsubishi Lancer Evo VI | 16:19.8 | Tommi Mäkinen  |
| Tag 2 21. Jan. |                              |                                     |          |                     |                    |                          |                          |         | Tommi Mäkinen  |
| WP6            | L´Epine – Rosans             | 31,40 km                            | 08:38    | abgesagt            | abgesagt           | abgesagt                 | abgesagt                 |         | Tommi Mäkinen  |
| WP7            | Ruissas – Eygalayes          | 22,70 km                            | 11:11    | Juha Kankkunen      | Juha Repo          | Subaru Impreza S5 WRC    | 17:01.6                  |         | Tommi Mäkinen  |
| WP8            | Plan de Vitrolles - Faye     | 48,55 km                            | 13:29    | Tommi Mäkinen       | Risto Mannisenmäki | Mitsubishi Lancer Evo VI | 31:06.1                  |         | Tommi Mäkinen  |
| WP9            | Prunières – Embrun           | 34,12 km                            | 16:28    | Colin McRae         | Nicky Grist        | Ford Focus RS WRC        | 20:09.5                  |         | Tommi Mäkinen  |
| WP10           | Saint Clément – Saint Saveur | 20,58 km                            | 17:31    | Tommi Mäkinen       | Risto Mannisenmäki | Mitsubishi Lancer Evo VI | 13:44.1                  |         | Tommi Mäkinen  |
| Tag 3 22. Jan. |                              |                                     |          |                     |                    |                          |                          |         | Tommi Mäkinen  |
| WP11           | Selonnet – Bréziers 2        | 17,94 km                            | 07:12    | Colin McRae         | Nicky Grist        | Ford Focus RS WRC        | 12:46.1                  |         | Tommi Mäkinen  |
| WP12           | Rocherbrune – Urtis 2        | 19,70 km                            | 07:45    | Tommi Mäkinen       | Risto Mannisenmäki | Mitsubishi Lancer Evo VI | 16:16.1                  |         | Tommi Mäkinen  |
| WP13           | Sisteron – Thoard            | 36,94 km                            | 09:25    | Juha Kankkunen      | Juha Repo          | Subaru Impreza S5 WRC    | 25:04.0                  |         | Tommi Mäkinen  |
| WP14           | Saint Auban                  | 29,17 km                            | 12:40    | Carlos Sainz senior | Luis Moya          | Ford Focus RS WRC        | 19:23.9                  |         | Tommi Mäkinen  |
| WP15           | Sospel – La Bollène Vésubie  | 29,17 km                            | 12:40    | Carlos Sainz senior | Luis Moya          | Ford Focus RS WRC        | 23:34.2                  |         | Tommi Mäkinen  |

### Gewinner Wertungsprüfungen
| WP                 | Anzahl | Fahrer         | Auto                     |
| ------------------ | ------ | -------------- | ------------------------ |
| 2, 4, 5, 8, 10, 12 | 6      | Tommi Mäkinen  | Mitsubishi Lancer Evo VI |
| 7, 13              | 2      | Juha Kankkunen | Subaru Impreza S5 WRC    |
| 9, 11              | 2      | Colin McRae    | Ford Focus RS WRC        |
| 14, 15             | 2      | Carlos Sainz   | Ford Focus RS WRC        |
| 1                  | 1      | Gilles Panizzi | Peugeot 206 WRC          |
| 3                  | 1      | Richard Burns  | Subaru Impreza S5 WRC    |

### Fahrer-Weltmeisterschaft
| Pos. | Fahrer            | Punkte |
| ---- | ----------------- | ------ |
| 1    | Tommi Mäkinen     | 10     |
| 2    | Carlos Sainz      | 6      |
| 3    | Juha Kankkunen    | 4      |
| 4    | Tony Gardemeister | 3      |
| 5    | Bruno Thiry       | 2      |

### Herstellerwertung
| Pos. | Team       | Punkte |
| ---- | ---------- | ------ |
| 1    | Mitsubishi | 12     |
| 2    | Ford       | 6      |
| 3    | Subaru     | 4      |
| 4    | Seat       | 3      |